# Горная Ульбинка
Горная Ульбинка (каз. Таулы Үлбі) — село в Глубоковском районе Восточно-Казахстанской области Казахстана. Входит в состав Фрунзенского сельского округа. Находится примерно в 47 км к востоку от районного центра, посёлка Глубокое. Код КАТО — 634067700.

## Население
В 1999 году население села составляло 158 человек (77 мужчин и 81 женщина). По данным переписи 2009 года в селе проживал 121 человек (66 мужчин и 55 женщин).